# Três Cachoeiras
Três Cachoeiras é um município brasileiro do estado do Rio Grande do Sul, localizado no litoral norte do estado. A cidade é cortada pela rodovia BR-101.

## Geografia
Localiza-se a uma latitude 29º27'20" sul e a uma longitude 49º55'28" oeste, estando a uma altitude de 15 metros. Sua população, de acordo com o censo de 2010, é de 10.239 habitantes.

### Hidrografia
O município conta com as águas da lagoa Itapeva, do Rio Cardoso e do Aquífero Guarani.

### Distritos
- Rio do Terra:[5]. O distrito possui  cerca de 700 habitantes e está situado na região central do município [6].
- Morro Azul:[5]. O distrito possui cerca de 800 habitantes e está situado na região norte do município [6].
- Vila Fernando Ferrari:[5]. O distrito possui cerca de 1.400 habitantes e está situado na região sul do município [6].